# Drägerwerk

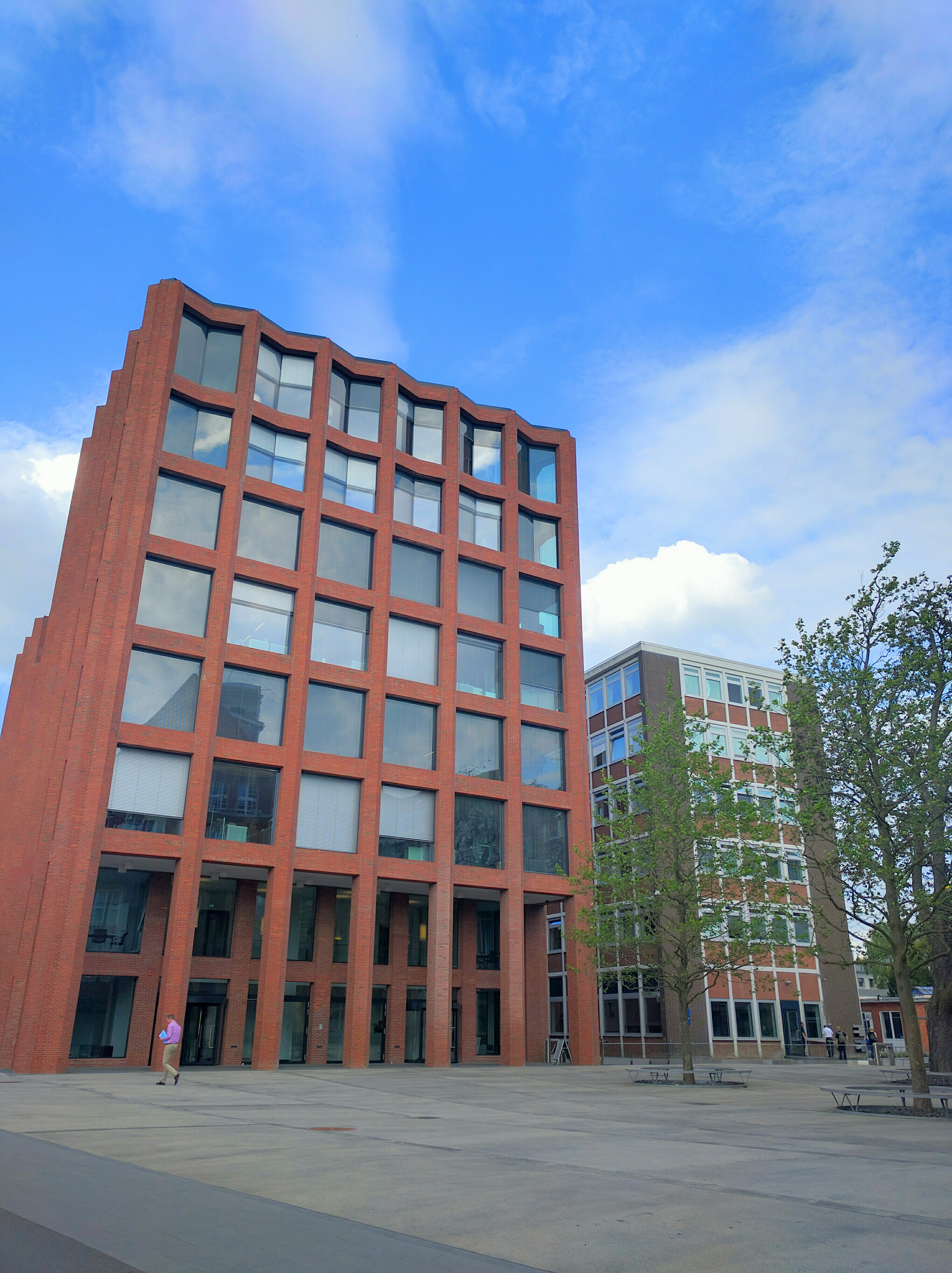
Der Hauptsitz in Lübeck

Die Drägerwerk AG & Co. KGaA, kurz Dräger, ist ein börsennotiertes Unternehmen mit Sitz in Lübeck. Es entwickelt, produziert und vertreibt Geräte und Systeme in den Bereichen Medizin- und Sicherheitstechnik.
Noch heute werden Mitarbeiter des Rettungswesens im Bergbau in Nordamerika aufgrund der Atemschutzgeräte der Drägerwerke als Drägermen bezeichnet.

## Unternehmensbereiche und Produkte

### Medizintechnik
Im Unternehmensbereich Medizintechnik entwickelt und produziert das Unternehmen Systeme, Geräte und Dienstleistungen, die in der Akutmedizin zusammenwirken. Die Medizintechnik firmierte vor der Verschmelzung mit der Muttergesellschaft 2015 eigenständig als Dräger Medical AG & Co. KG und zuletzt als Dräger Medical GmbH. Seit 2003 gab es in der Medizintechnik ein Joint Venture zwischen der Drägerwerk AG (75 Prozent) und der Siemens AG (25 Prozent). 2009 kaufte die Drägerwerk AG & Co. KGaA den Minderheitsanteil von 25 Prozent der Siemens AG zurück. Der Geschäftsbereich erwirtschaftete im Jahr 2023 einen Umsatz von 1,96 Milliarden Euro.
In der Medizintechnik bietet Dräger unter anderem Anästhesiearbeitsplätze, Beatmungsgeräte für die Intensiv- und Notfallmedizin, Patientenmonitoring und Geräte für die medizinische Versorgung von Früh- und Neugeborenen in der Perinatalmedizin (1975 entstand das Kleinkinder-Beatmungsgerät Babylog) an. Dräger bot in den 1980er Jahren auch ein Gerätepflege-Zentrum (GPZ) mit Trennung einer reinen und unreinen Seite an, wie es bereits zuvor Desinfektionsanstalten praktizierten. Deckenversorgungseinheiten, IT-Systeme für den OP und Gasmanagementsysteme gehören zu den weiteren Produkten für das Krankenhaus. Ab 1985 brachte Dräger seine Evita-Reihe mit weiterentwickelter Bildschirm- und Computertechnik und damit einhergehender erweiterter Annäherung der maschinellen Beatmung an die Spontanatmung auf den Markt. Weiterhin brachte Dräger die Wärmeeinheit Babyroo auf den Markt. Diese wird zur Unterstützung in der postnatalen Versorgung von Neugeborenen eingesetzt. Die Wärmeeinheit verfügt unter anderem über eine integrierte Reanimationseinheit, welche Beatmungsparameter wie Sauerstoffanteil und PEEP automatisch aufrechterhält.
Darüber hinaus übernimmt Dräger auch verschiedene Dienstleistungen wie die herstellerunabhängige Wartung, Reparatur und Verwaltung medizinischer Geräte. Außerdem bietet Dräger Finanzierungsmodelle für Klinik-Geräteparks an.
2022 übernahm Dräger zusammen mit Siemens Healthineers die Bereitstellung und Bewirtschaftung der Medizintechnik für den regionalen Klinikverbund Anregiomed.

### Sicherheitstechnik
Im Unternehmensbereich Sicherheitstechnik entwickelt und produziert Dräger Geräte, Systeme und Dienstleistungen für den persönlichen Schutz, die Gasmesstechnik und das ganzheitliche Gefahrenmanagement. Dräger gilt hier als einer der weltweit führenden Hersteller von persönlicher Schutzausrüstung und Gasmesstechnik sowie Systemanbieter von Sicherheitsdienstleistungen in der Industrie, im Brandschutz, im Bergbau, in der Verteidigung und Sicherheit und in anderen Branchen. In der Sicherheitstechnik erwirtschaftete Dräger im Jahr 2023 einen Umsatz von 1,4 Milliarden Euro. Der Unternehmensbereich Sicherheitstechnik hat Produktionsstandorte in Deutschland, Großbritannien, Tschechien, USA, Schweden, Südafrika und China.
Zielmärkte sind hierbei insbesondere Industrien wie die Rohstoffgewinnung, die chemische Industrie, Öl- und Gas-Industrie sowie Feuerwehr und Rettungsdienste. Das Fertigungsprogramm der Sicherheitstechnik umfasst Atemschutzausrüstungen, stationäre und mobile Gasmesssysteme, professionelle Tauchtechnik sowie Alkohol- und Drogenmessgeräte. Darüber hinaus entwickelt Dräger gemeinsam mit Kunden komplette Brandübungsanlagen, Trainingskonzepte und Schulungen.
Zu den Produkten gehören unter anderem Gebläsefiltergeräte wie das Dräger X-plore 8700. Für die Gasmesstechnik bietet Dräger beispielsweise das Mehrgasmessgerät Dräger X-am 8000 an, welches neben Sauerstoff auch weitere toxische oder brennbare Gase und Dämpfe misst. Für den Bergbau und Feuerwehreinsätze bietet das Unternehmen das Dräger BG ProAir, ein umluftunabhängiges Atemschutzgerät für lang andauernde Einsätze, an. Weiterhin vertreibt Dräger für Feuerwehr und Rettungsdienste die Wärmebildkamera Dräger UCF FireCore. Außerdem wird das Dräger Smart Rescue System angeboten, ein Einsatzinformationssystem, das es Feuerwehren ermöglicht, bereits während der Anfahrt zum Einsatzort auf einsatzbezogene Informationen zuzugreifen.

## Geschichte

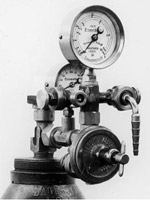
Lubeca-Ventil 1890

### Gründung und Anfangsjahre
Am 1. Januar 1889 wurde das Unternehmen von Johann Heinrich Dräger und Carl Adolf Gerling als Firma Dräger & Gerling Stammsitz Lübeck gegründet. Im selben Jahr wurde das Lubeca-Ventil, ein Druckminderer, patentiert. 1899 brachte Dräger ein noch heute als Finimeter bezeichnetes Manometer für Atemgasflaschen auf den Markt. Mit dem nach dem Lübecker Arzt Otto Roth benannten Roth-Dräger-Narkoseapparat gelang 1902 die Entwicklung eines Narkosegerätes, das bis zum Ende des Zweiten Weltkrieges in Deutschland verwendet wurde. Zu den frühen Entwicklungen gehörte auch das Dräger BG 1904/09 für die Helmatmung, welches bei Bergungsarbeiten eingesetzt wurde.
Im Jahr 1912 wurde Heinrich Drägers Sohn Bernhard Dräger Alleininhaber des Unternehmens; ab diesem Zeitpunkt firmierte das Unternehmen als Drägerwerk Heinr. und Bernh. Dräger (auch: Drägerwerk Lübeck. Heinr. & Bernh. Dräger).
1907 wurden ein Tauchretter für U-Bootbesatzungen und das Notfallbeatmungsgerät Pulmotor entwickelt, im selben Jahr eröffnete das Unternehmen die erste Niederlassung in den USA.
1912 entwickelte Dräger ein schlauchloses Helmtauchgerät, das die Sicherheit für Taucher erhöhte, da es die Gefahr des Reißens oder Verklemmens des Luftschlauchs beseitigte. Tieftauchversuche in einem Tauchsimulator führten 1914 zur Entwicklung einer frühen Dekompressionstabelle. 1926 entwickelte Dräger einen Bade-Tauchretter, ein Sauerstoffkreislaufgerät zur Rettung verunglückter Schwimmer. Von 1928 bis 1984 wurde das Lübecker Unternehmen Drägerwerk Heinr. & Bernh. Dräger (Markenzeichen Dräger Pharmazie) von Heinrich Dräger geleitet.
1937 entwickelte Dräger das erste sogenannte Dräger-Röhrchen, ein Prüfröhrchen zur frühzeitigen Messung von Kohlenstoffmonoxid in der Luft. Dieses System verbesserte die Sicherheit im Bergbau, indem es den traditionellen Einsatz von Kanarienvögeln ersetzte. Die Vögel dienten zuvor als Frühwarnsystem, da sie bereits auf geringste Mengen giftiger Gase empfindlich reagierten.

### Zweiter Weltkrieg
Während der Zeit des Nationalsozialismus waren im Drägerwerk Zwangsarbeiter beschäftigt. 1941 wurden durchschnittlich etwa 1.200 Zwangsarbeiter beschäftigt. Mit einem Transport aus dem KZ Ravensbrück wurden im Juni 1944 knapp 500 Frauen zur Zwangsarbeit in die Hamburger Drägerwerke nach Hamburg-Wandsbek verbracht. Bis April 1945 lebten sie in dem Außenlager Hamburg-Wandsbek des KZ Neuengamme in Baracken auf dem Werksgelände. Sie wurden in der Produktion von Gasmasken und zu Aufräumarbeiten nach Bombenangriffen auf Hamburg eingesetzt. Mit einigen der Häftlinge wurden Menschenversuche über das Überleben in gasdichten Luftschutzräumen angestellt. Zu den Leitern des Lagers gehörte der SS-Hauptscharführer Max Kirstein. Die Befreiung der bis dahin etwa 550 Frauen gelang im Mai 1945 durch britische Soldaten und das schwedische Rote Kreuz.
Im Jahr 2010 wurde neben dem ehemaligen Lager Hamburg-Wandsbek eine KZ-Gedenkstätte eröffnet und ein Mahnmal für die Zwangsarbeiter errichtet. Im Jahr 2022 wurden durch die Initiative Stolpersteine vor dem Drägerwerk in Lübeck fünf Stolpersteine und eine Schwelle verlegt. Dräger übernahm die Patenschaft für die Gedenksteine, welche an fünf hingerichtete Zwangsarbeiter sowie die Lagerbewohner der damaligen Fabriken in Siems, Herrenwyk, Schlutup und anderen Betrieben erinnern sollen, die während der NS-Zeit Zwangsarbeiter beschäftigten.

### Produkterweiterung und Wachstum
Durch die Zusammenarbeit des Drägerwerks mit dem in Lübeck tätigen Chirurgen Albert Lezius sowie den Hamburgern Paul Sudeck und Helmuth Schmidt (1895–1979) entstanden weitere moderne Narkose-, Wiederbelebungs- und Beatmungsgeräte. 1953 entwickelte Dräger die ersten Alkohol-Teströhrchen, die kontinuierlich weiterentwickelt wurden und später weltweit bei Polizei und Unternehmen zum Einsatz kamen. 1998 wurde zudem Ergebnisse der Messungen durch amtlich zugelassene Geräte auch vor Gericht gültig. Insgesamt wurden über 30 Millionen Röhrchen produziert, bis diese durch elektronische Messgeräte abgelöst und die Produktion 2016 eingestellt wurde. Außerdem wurde in den 1950er Jahren das militärische Sauerstoff-Kreislaufgerät Leutnant Lund II entwickelt. 1969 baute Dräger das Unterwasserlabor Helgoland.
Ab 1970 war das Drägerwerk eine Aktiengesellschaft, der Börsengang erfolgte 1979. Nachfolger von Heinrich Dräger als Vorstandsvorsitzender wurde 1984 sein Sohn Christian Dräger, der bereits seit 1961 im Drägerwerk tätig war. 2003 wurde der Bereich Luft- und Raumfahrttechnik an den britischen Luftfahrttechnik-Konzern Cobham plc verkauft und 2004 Air-Shields übernommen.
In den 1990er Jahren entwickelte Dräger eine Atemalkohol-Wegfahrsperre, welche in Fahrzeuge eingebaut werden konnte. Diese sogenannten Interlock-Geräte werden mit der Zündung des Fahrzeugs gekoppelt und können erst nach einer Abgabe einer Atemprobe gestartet werden. Befindet sich Alkohol in der Atemluft, startet das Fahrzeug nicht. Die Interlock-Geräte werden vor allem in Australien, Frankreich und den skandinavischen Ländern verwendet. In den folgenden Jahren entwickelte Dräger noch weitere Interlock-Geräte.
Im Juli 2005 wurde Stefan Dräger in fünfter Generation Vorstandsvorsitzender des Unternehmens. Mitte 2016 wurde die Produktion der Medizin- und Sicherheitstechnik in einer neuen Fertigungsstätte am Standort in der Revalstraße in Lübeck zusammengeführt.
2010 wurden erstmalig Stammaktien des Unternehmens an der Frankfurter Börse gehandelt. Zuvor waren nur stimmrechtslose Vorzugsaktien angeboten worden.
In den folgenden Jahren übernahm Dräger mehrere Start-ups. 2015 erwarb Dräger die norwegische Start-up-Firma Gassecure, welche unter anderem Gas-Sensoren für Kohlenwasserstoffe herstellt. Durch die Übernahme wurde der Bereich der Sicherheitstechnik ausgebaut, um vor allem die Öl-, Gas- und chemische Industrie zu bedienen. 2017 übernahm Dräger die Mehrheit an dem Hamburger Unternehmen Bentekk GmbH, das in der Entwicklung von Gasmessgeräten für die Industrie tätig ist.

### COVID-19-Pandemie
Mit der COVID-19-Pandemie stieg die Bedeutung der Sparte Medizintechnik an und die Nachfrage nach Beatmungsgeräten und Geräten für die Intensivmedizin des Unternehmens stieg sprunghaft. Im Februar 2020 wurde die Produktionskapazität verdoppelt und sollte Stand März 2020 nochmals verdoppelt werden. Die deutsche Bundesregierung beauftragte das Unternehmen mit 10.000 Geräten, die im Laufe des Jahres 2020 ausgeliefert werden sollten. Letztlich wurden nur 1.557 Geräte abgenommen und der Rest storniert. Ein noch größerer Teil der Produktion wurde ins Ausland verkauft. Daneben wurde die Produktion von Atemschutzmasken verdoppelt. Zudem erhielt das Unternehmen einen Großauftrag für die Produktion von Atemschutzmasken für die Vereinigten Staaten. Im Dezember 2020 eröffnete Dräger zudem einen Onlineshop für den Handel mit Schutzmasken. Dieser wurde in den folgenden Jahren weiter ausgebaut und bietet seitdem Produkte aus der gesamten Sicherheitstechnik an.
2020 stieg der Umsatz um 22,5 Prozent auf 3,4 Milliarden Euro. Ende 2021 ging die Nachfrage nach Produkten im Zusammenhang mit der Corona-Pandemie zurück und die Fertigung der Dräger Covid-19 Home Tests wurde eingestellt.

### Neuere Entwicklungen
Im Frühjahr 2021 erwarb Dräger die Mehrheitsanteile am Schweizer Medizintechnik-Start-up Stimit, welche in der Aktivierung der Lunge und der nicht-invasiven Stimulation der Atemmuskulatur bei Intensivpatienten tätig ist.
2022 kam es vermehrt zu Störungen der Lieferkette, wodurch der Umsatz bei Dräger zeitweise einbrach. 2023 stabilisierten sich die Lieferketten wieder und durch wachsende Nachfragen aus China steigerte sich der Umsatz wieder.
Nach dem russischen Überfall auf die Ukraine und den folgenden Sanktionen stellte Dräger das Geschäft mit der Sicherheitstechnik in Russland ein. Im Oktober 2024 übernahm die Rems Messtechnik GmbH & Co KG die Dräger MSI GmbH, welche innerhalb der Dräger für Messtechnik verantwortlich war.

## Unternehmensstruktur
Die Drägerwerk AG & Co. KGaA agiert als Führungsgesellschaft des Dräger-Konzerns. Produkte von Dräger werden in mehr als 190 Ländern auf allen Kontinenten vertrieben und das Unternehmen unterhält in rund 50 Ländern eigene Vertriebs- und Servicegesellschaften. Weiterhin verfügt Dräger über insgesamt 20 Entwicklungs- und Fertigungsstandorte. Der Unternehmenssitz befindet sich in Lübeck. 2023 investierte Dräger rund 325,4 Millionen Euro in die Forschung und Entwicklung.

### Kapitalstruktur und Anteilseigner
Drägerwerk war bis 2007 eine Aktiengesellschaft (AG) und ist seither eine Kommanditgesellschaft auf Aktien (AG & Co. KGaA). Die Stammaktien befinden sich (Stand 2025) zu 71,62 Prozent in der Hand der Familie Dräger, vorwiegend über die Dr. Heinrich Dräger GmbH.
Die Familie war durch den Vorstands- und Aufsichtsratsvorsitz durchgehend in der Firmenleitung tätig:
- Johann Heinrich Dräger (1847–1917), Unternehmensgründer und Vorstandsvorsitzender von 1887 bis 1912.
- Bernhard Dräger (1870–1928), Vorstandsvorsitzender von 1912 bis 1928.
- Heinrich Dräger (1898–1986), Vorstandsvorsitzender von 1928 bis 1984.
- Christian Dräger (1934–2024), Vorstandsvorsitzender von 1984 bis 1997.
- Theo Dräger (* 1938), Vorstandsvorsitzender von 1997 bis 2005.
- Stefan Dräger (* 1963), Vorstandsvorsitzender seit 2005.

## Sponsoring
Dräger unterstützt Freiwillige Feuerwehren, das Deutsche Feuerwehrmuseum in Fulda sowie seit 2019 die Made-by-Vielfalt-Kampagne, welche sich für mehr Toleranz und Offenheit in der Gesellschaft engagiert.

## Auszeichnungen (Auswahl)
- 2019: Corporate Health Award, verliehen durch das Forschungsinstitut EuPD Research und das Handelsblatt.[66]
- 2021: Auszeichnung Excellence in eSolutions, verliehen durch den Bundesverband Materialwirtschaft, Einkauf und Logistik (BME).[67]

Weiterhin wurde Dräger mit über 33 iF-Design Awards ausgezeichnet. Von der Wirtschaftswoche erhielt Dräger zudem mehrfach die Auszeichnung als wertvollster Arbeitgeber für das Gemeinwohl.